# Thun Tigers
Die AFC Thun Tigers sind ein American-Football-Club in Thun, der momentan in der Nationalliga A spielt.

## Geschichte
Gegründet wurde der AFC am 5. Mai 2000 von ehemaligen Spielern der Bern Grizzlies. Im Jahr darauf wurden die Thun Tigers Mitglied des Schweizerischen American-Football-Verbandes (SAFV). Im selben Jahr begannen sie auch den Spielbetrieb in der Nationalliga A. Aus dieser musste man jedoch 2004 in die neu geschaffene Nationalliga B absteigen. 2005 erreichte der Club das Finale der Nationalliga B, verlor dieses allerdings gegen die Bienna Jets. Ein Jahr später wiederholten sie nach dem ersten Platz in der Nationalliga B ihren Finaleinzug und konnten nun dieses gegen die Landquart Broncos gewinnen. In der Folge spielte das Team 2007 in der Nationalliga A. Bereits nach dieser einen Saison stieg die Mannschaft jedoch wieder in die zweithöchste Liga ab.
In der Saison 2021 konnte das Team unbesiegt das Finale der Nationalliga B erreichen. Durch einen 20:14-Sieg gegen die Bienna Jets gelang schließlich der Gewinn der Meisterschaft. Damit schafften die Tigers zum ersten Mal in ihrer Geschichte eine ungeschlagene Saison.
Die Jugendmannschaft U19 wurde 2014, 2017 und 2018 Schweizer Meister und konnte im Finalspiel gegen die Calanda Broncos in Chur den Fall Cup 2020 für sich entscheiden (perfect season).
Als bisher größter Erfolg der Vereinsgeschichte ist der Einzug in den Swiss Bowl XXXVII als zudem einziges Team in der NLA ohne Importspieler zu werten. Das Spiel gegen die Calanda Broncos ging mit 21:53 verloren.

## Spielbetrieb
Der AFC Thun Tigers ist Seit 2001 Mitglied des Schweizerischen American Football Verbandes und nimmt mit all seinen 5 Mannschaften am Ligabetrieb in der Schweiz teil: die erste Mannschaft (Nationalliga A), die U19-Junioren, die U16-Junioren, die Ultimate Flags und dem Team für die jüngsten Mitglieder, die U13 Flags.
Der Spielbetrieb für die erste Mannschaft und die U19-Junioren dauert von April bis Juli, die Ultimate Flag-Saison von Mai bis September und die U16-Saison findet im Herbst statt. Die Pflichtspiele werden im Lachenstadion Thun ausgetragen. Daneben wird ein ganzjähriger Trainingsbetrieb angeboten und es werden Coaches ausgebildet.